# Jürgen Stähle
Jürgen Stähle (* 1949) ist ein deutscher Diplom-Dolmetscher.
Seine Dolmetschertätigkeit übt er mit dem Schwerpunkt Fernsehen, u. a. für das ZDF, sowie für die ARD und arte, aus.
Stähle ist seit 1982 Inhaber von Stähle Internationale Kommunikation in Stuttgart, Dolmetschertätigkeit mit Schwerpunkt Fernsehen.

## Ausbildung
Stähle studierte an der Johannes Gutenberg-Universität Mainz am Standort in Germersheim sowie an der Ecole d’Interprètes der Universität Genf. Seine Post-graduate-Studien absolvierte er an der Universität Paris III. Diplom-Dolmetscher ist er seit 1971. Nach mehrjähriger Lehr-Erfahrung in Germersheim ist er freiberuflicher Simultandolmetscher.

## Werdegang
Direkt nach seinem Diplom 1971 hatte er seinen ersten Simultaneinsatz. Von 1978 bis 1982 begleitete er Willy Brandt bei seinen Auslandsreisen. Für das Fernsehen war er 1984 erstmals bei den Olympischen Spielen als Simultan-Dolmetscher tätig. Seit Beginn ist er für den deutsch-französischen Kulturkanal arte tätig.

## Auszeichnungen
- 1999: Grimme-Preis für „herausragende Simultanübersetzungen im Fernsehen“.

## Werke
- Vom Übersetzen zum Simultandolmetschen – Handwerk und Kunst des zweitältesten Gewerbes der Welt; ISBN 978-3-515-09360-6; Franz Steiner Verlag, 2009.